# Liquichimica Biosintesi

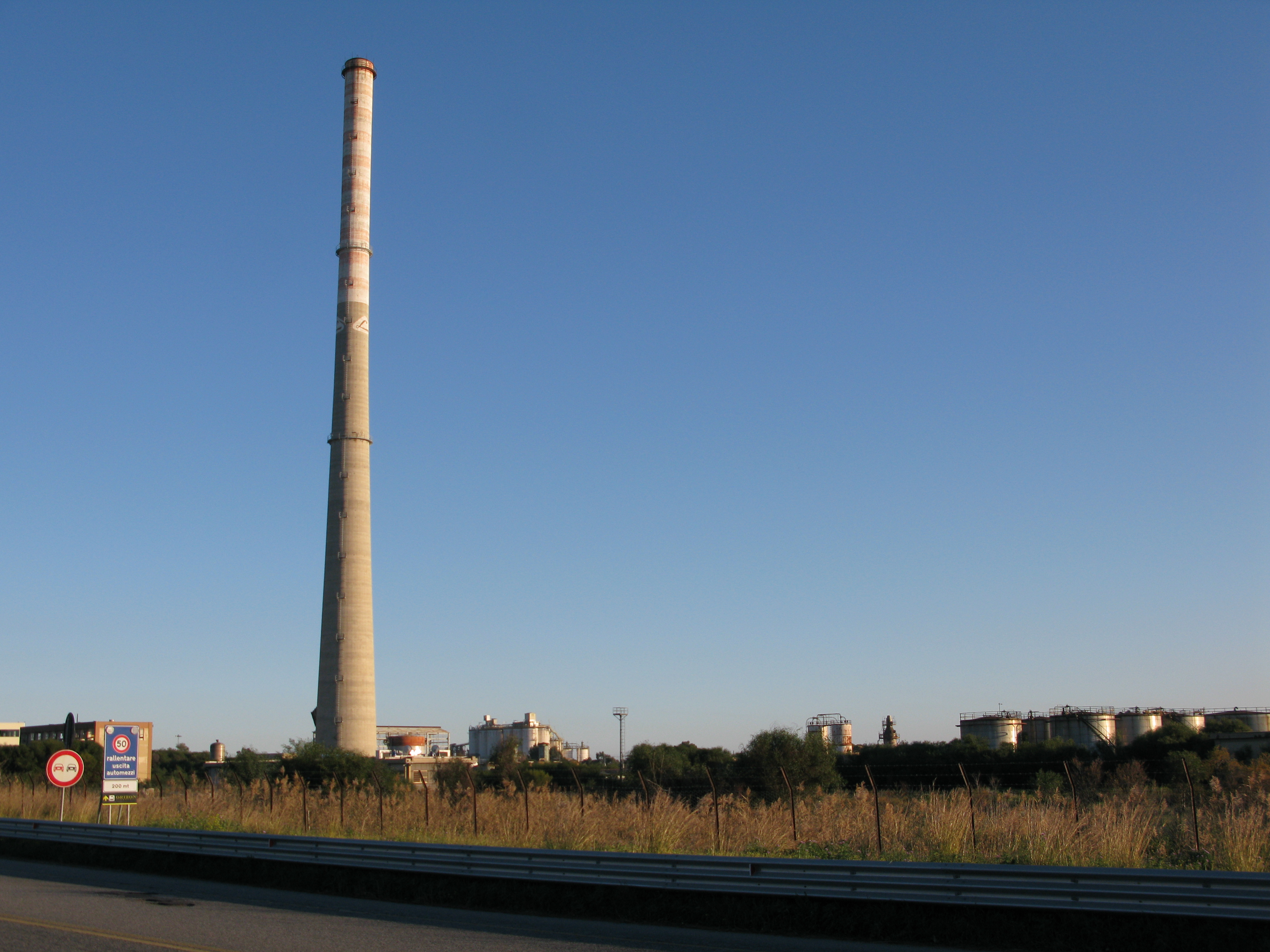
Vista della ex Liquichimica Biosintesi dalla Strada statale 106 Jonica. In evidenza l'imponente ciminiera alta 174 m

La Liquichimica Biosintesi è un gruppo di insediamenti industriali che sorge a Montebello Jonico, nella frazione costiera di Saline Joniche in provincia di Reggio Calabria. L'area del complesso industriale sorge adiacente ad un tratto della Strada statale 106 Jonica, ed include al suo interno il porto di Montebello Jonico e l'oasi naturale del Pantano di Saline Joniche.

## Storia
La costruzione della Liquichimica Biosintesi fu realizzata dal finanziere Raffaele Ursini e finanziata all'inizio degli anni '70 con i fondi del cosiddetto "Pacchetto Colombo", come parte di un maxi stanziamento di 1300 miliardi di lire che avrebbe dovuto promuovere la realizzazione di una serie di impianti industriali in Calabria, dopo il verificarsi dei moti di Reggio.
Per la costruzione dell'impianto fu scelta un'area dove sorgeva una ex salina in disuso, che fu bonificata e prosciugata allo scopo: la sua realizzazione richiese due anni di tempo e fu completata nel 1974.
L'orientamento produttivo fu indirizzato alla produzione di bioproteine, proteine ottenute da colture di microrganismi su derivati del petrolio, da utilizzare come mangimi. Tuttavia, dopo soli due mesi di attività, i mangimi prodotti furono dichiarati cancerogeni, con conseguente chiusura dell'impianto e messa in cassa integrazione di tutti i dipendenti, i quali sarebbero rimasti per ben ventitré anni in cassa integrazione.
Negli anni 2000 l'area fu messa all'asta ed acquistata dalla SIPI, un consorzio di privati che avviò un programma di recupero e rottamazione del ferro e dell'acciaio dell'impianto, ma senza garantire una completa riqualificazione dell'area.
Nel 2006 l'area fu acquistata dalla Immobiliare Saline S.r.l., società del gruppo industriale svizzero Repower.